# One Exciting Night (1922)
One Exciting Night is een Amerikaanse dramafilm uit 1922 onder regie van D.W. Griffith. De film werd destijds in Nederland uitgebracht onder de titel Een sensationeele nacht.

## Verhaal
Een onaangename, oude man maakt een weesmeisje het hof. Hij houdt haar pleegmoeder in een houdgreep. Het weesmeisje wordt verliefd op een vreemdeling, die ze leert kennen op een feestje. Intussen wordt een lid van een smokkelbende vermoord. De vreemdeling wordt verdacht van de moord.

## Rolverdeling
| Acteur              | Personage           |
| ------------------- | ------------------- |
| Carol Dempster      | Agnes Harrington    |
| Henry Hull          | John Fairfax        |
| Porter Strong       | Romeo Washington    |
| Morgan Wallace      | J. Wilson Rockmaine |
| Charles Croker-King | Buurman             |
| Margaret Dale       | Mevrouw Harrington  |
| Frank Sheridan      | Rechercheur         |
| Frank Wunderlee     | Samuel Jones        |
| Grace Griswold      | Tante Fairfax       |
| Irma Harrison       | Meid                |
| Herbert Sutch       | Clary Johnson       |
| Percy Carr          | Huisknecht          |
| Charles Emmett Mack | Gast                |